# Musique et chants latino-américains
Los Calchakis en vivo - Musique et chants latino-americains es un concierto grabado en directo por Los Calchakis en 2002 en el entró cultural Saint Thihault des Vignes.

## Lista de canciones
| N.º | Título                            | Música                                           | Duración |  |
| 1.  | «A mi palomita»                   | inédito                                          |          |  |
| 2.  | «Presentación»                    | =                                                |          |  |
| 3.  | «Quimera del oro»                 | de Cantata Eldorado 1992                         |          |  |
| 4.  | «El canto del cuculi»             | de Les flutes de l'Empire Inca 1975              |          |  |
| 5.  | «Quiero contarte»                 | de Prestige de la musique latino-americaine 1987 |          |  |
| 6.  | «Estudio para charango»           | de Les Calchakis en scene 1972                   |          |  |
| 7.  | «Flor de amor»                    | de Danse avec le condor 1988                     |          |  |
| 8.  | «Noches»                          | de Chants et flutes d'Amerique du Sud 1997       |          |  |
| 9.  | «Patria adentro»                  | de Pueblos del Sur 1983                          |          |  |
| 10. | «Zampoñita»                       | de Chants et flutes d'Amerique du Sud 1997       |          |  |
| 11. | «Presentación de los integrantes» | =                                                |          |  |
| 12. | «Sol y luna»                      | de Himno al Sol                                  |          |  |
| 13. | «Fiesta aymara»                   | inédito                                          |          |  |
| 14. | «Que nadie sepa mi sufrir»        | de Danse avec le condor 1988                     |          |  |
| 15. | «Presentación de la Misa Criolla» | de La misa criolla                               |          |  |
| 16. | «Despedida»                       | de Les flutes de l'Empire Inca                   |          |  |
| 17. | «La frontera»                     | inédito                                          |          |  |

## Integrantes
- Héctor Miranda
- Sergio Arriagada
- Enrique Capuano
- Pablo Urquiza
- Osvaldo Muslera